# Wapen van Bolsward

Het wapen van Bolsward

Het wapen van Bolsward is op 25 maart 1818 door de Hoge Raad van Adel aan de gemeente toegekend. Op 30 december 1955 kreeg Bolsward een nieuw wapen, de schildhouders, twee leeuwen, zijn geheel van kleur veranderd en de bek, tong en nagels van de dubbelkoppige adelaar werden van keel. Sinds 2011 wordt het wapen niet meer als gemeentewapen gevoerd omdat de gemeente dat jaar is opgegaan in de gemeente Súdwest-Fryslân.

## Geschiedenis
Het wapen van Bolsward komt voor het eerst voor in 1455, waarom de (keizerlijke) adelaar op het wapen staat is niet bekend. In dat jaar sloeg Bolsward ook munten waar de dubbele adelaar op afgebeeld stond. Echter, op zegels die de stad gebruikte kwam de adelaar pas aan het einde van die eeuw voor. Op het oudste zegel, mogelijk van 1331, staat een kasteel afgebeeld. Op andere zegels uit de 15e en 16e eeuw staat de dubbele adelaar.
In 1640 wordt een grootzegel gebruikt waarop het wapen onder een gotische nis met daarin Sint Maarten staat. Zeer waarschijnlijk is dit wapen afkomstig van de Duitse Hanze, hier was Bolsward lid van. Dit verklaart dan ook de Rudolfinische keizerskroon. De kroon werd door Keizer Karel V in 1523 bevestigd. Hierna heeft het stadsbestuur de keizerskroon een aantal malen vervangen door een vijfbladige markiezenkroon.
In 1815 vroeg Bolsward om een wapen met keizerskroon. In 1955 vroeg de gemeenteraad om een nieuw wapen, zij wilde de leeuwen klimmend tegen het wapen hebben, in plaats van omziend. Ook was er de wens om de keizerskroon beter beschreven te hebben en de adelaar van rode klauwen en snavel te voorzien. De Hoge Raad van Adel heeft alleen het verzoek om de leeuwen klimmend in plaats van omziend af te beelden niet gehonoreerd.

## Blazoen

Het wapen volgens de beschrijving van 1818

Het eerste blazoen, dat van 25 maart 1818, luidt als volgt: "Van goud beladen met een dubbele zwarte arend. Het schild gedekt met een kroon en ter wederzijde vastgehouden door een klimmende leeuw in natuurlijke kleur." De leeuwen zijn omziend, dus kijken van het wapen weg, en de kroon is een keizerskroon met rode voering.
Op 30 december 1955 kreeg de gemeente een nieuw wapen, het blazoen was gelijkend aan het vorige, met een paar kleine verschillen: "In goud een dubbele adelaar van sabel, gebekt, getongd en gepoot van keel. Het schild gedekt met een keizerskroon van goud, gevoerd van keel en gehouden door 2 omziende leeuwen van goud, getongd en genageld van keel." Hieruit blijkt dat de leeuwen van goud waren, zij kregen samen met de dubbelkoppige adelaar rode tongen en nagels. De dubbelkoppige adelaar kreeg ook een rode bek. Andere aanpassingen aan het wapen werden niet gedaan.

### Keizerskroon
Bolsward was een van de tien Nederlandse gemeenten die de Rudolfinische keizerskroon in hun wapen voeren. Omdat de gemeente in 2011 is opgegaan in de gemeente Súdwest-Fryslân wordt de keizerskroon niet langer gevoerd. Alleen de kroon van Medemblik is in azuur (blauw). De overige negen: Amsterdam, Deventer, Hulst, Kampen, Middelburg, Nijmegen, Tiel en Zwolle zijn rood.